# Astichus townesi
Astichus townesi är en stekelart som beskrevs av Tachikawa 1983. Astichus townesi ingår i släktet Astichus och familjen finglanssteklar. Inga underarter finns listade.